# Echiniscus taibaiensis
Espèce
Echiniscus taibaiensis est une espèce de tardigrades de la famille des Echiniscidae. 

## Distribution
Cette espèce est endémique du Shaanxi en Chine. Elle a été découverte sur le pic Taibai dans les monts Qinling.

## Étymologie
Son nom d'espèce, composé de taibai et du suffixe latin -ensis, « qui vit dans, qui habite », lui a été donné en référence au lieu de sa découverte, le pic Taibai.

## Publication originale
- Wang & Li, 2005 : Echiniscus taibaiensis sp. nov. and a new record of Echiniscus bisetosus Heinis (Tardigrada, Echiniscidae) from China. Zootaxa, no 1092, p. 39-45.